# École supérieure d'électricité
École Supérieure d'Electricité (Supelec) er et fransk ingeniør-institut tilknyttet Conférence des grandes écoles. 

## Internationalt samarbejde
Supelec-samarbejdsuniversiteter:
- Top Industrial Managers for Europe (TIME): Danmarks Tekniske Universitet (DTU), Supelec[2].